# Bahr al-Ghazal
Bahr al-Ghazal (in arabo بحر الغزال‎?, Bahr al-Ghazāl, ossia "Fiume delle gazelle") è una Mudiriya (provincia storica) del Sudan del Sud.
Prende il nome dall'omonimo fiume che lo attraversa, il Bahr al-Ghazal.

## Geografia
Confina a nord con il Sudan, a ovest con la Repubblica Centrafricana, a sud con la provincia di Equatoria e a est con la provincia di Alto Nilo.
La provincia (o direttorato) ha una superficie di 198.720 km², politicamente è suddivisa in 4 Governatorati (in arabo Wilāyāt, talvolta indicati anche come stati):
- Bahr al-Ghazal settentrionale, 33.558 km² con capitale Aweil;
- Bahr al-Ghazal occidentale, 93.900 km² con capitale Wau;
- Laghi, 40.235 km² con capitale Rumbek;
- Warrap, 31.027 km² con capitale Kuacjok.

È costituita da una vastissima zona paludosa denominata Sudd della quale il fiume Bahr al-Ghazal rappresenta uno dei tre principali canali navigabili, e una zona di altopiani abitati dalla gente di stirpe Dinka che vivono principalmente di allevamento di bestiame.

## Storia

Bandiera del Bahr al-Ghazal

Gli arabi e le genti di etnia Fur, che trafficavano in schiavi, si rifornivano di schiavi principalmente in questa zona per poi rivenderli nel Darfur. Il traffico di schiavi fu soppresso nel 1864 dal Chedivè d'Egitto, ma molto presto ricomparve per via di potenti signorotti locali con forze armate annesse. Il più potente di loro, al-Zubayr Rahma Mansur, sconfisse le forze turco-egiziane venute a combattere nella zona nel 1873.
Il chedivè fu così sconfitto e nominò la provincia simbolicamente facente parte dell'Egitto, con al-Zubayr come suo governatore.
Bahr al-Ghazal fu visitata dall'antropologo Edward Evan Evans-Pritchard nel 1928.
Fu successivamente incorporato nel nuovo Sudan anglo-egiziano e divenne la nona provincia dopo essere stata separata dalla mudiriya di Equatoria nel 1948. Più tardi ancora, divenne stato sotto la nuova Repubblica del Sudan. Nel 1996 il direttorato fu suddiviso in altri 4 distretti per via della riorganizzazione amministrativa del paese. Dopo il periodo del condominio anglo-egiziano, la zona fu amministrata da ufficiali britannici; per via delle inondazioni annuali e delle difficoltà di viaggiare la zona fu soprannominata con il nome di "The Bog" che, in inglese significa "La Palude" con gli ufficiali britannici che la governavano soprannominati "The Bog Barons" - "I Baroni della Palude" (Wyndham, 1937).
Bahr al-Ghazal è stato coinvolto dalla guerra civile per diversi anni. Era una zona di combattimenti nella Prima Guerra Civile Sudanese. Il conflitto seguente durò circa fino al 2003, nel quale morirono più di 2 milioni di persone. Una gran parte della popolazione interna si è dovuta spostare in altre regioni confinanti e deve vivere come dei rifugiati di guerra. Soprattutto la regione del Bahr al-Ghazal settentrionale è stata seriamente danneggiata dal conflitto.